# Патриарх Антиохийский и всего Востока
Патриа́рх Антиохи́йский и всего́ Восто́ка (араб. بطريرك أنطاكية وسائر المشرق‎, полный титул: Его́ Боже́ственное Блаже́нство, Патриа́рх Вели́кого Бо́жия гра́да Антиохи́и, Си́рии, Ара́вии, Килики́и, Иве́рии, Месопота́мии и всего́ Восто́ка (греч. Ἡ Αὐτοῦ Θειοτάτη Μακαριότης Πατριάρχης τῆς Μεγάλης Θεουπόλεως Ἀντιοχείας, Συρίας, Ἀραβίας, Κιλικίας, Ἰβηρίας τε καὶ Μεσοποταμίας καὶ πάσης Ἀνατολῆς) — официальный титул предстоятеля Антиохийского патриархата (Греческого православного патриархата Антиохии и всего Востока).
Резиденция Патриарха находится на территории кафедрального Собора Святой Девы Марии (Мирьямия) в Дамаске (Антиохия — современная Антакья — находится на территории Турции и де-факто не имеет отношения к современной Антиохийской Церкви); вторая (летняя) резиденция — в монастыре Шувейр (Ливан), а также в Баламандском монастыре (Ливан).
Греческий («Римский») Антиохийский патриархат — один из древних на Востоке патриархатов Вселенской церкви; стоит третьим в диптихе православных автокефальных церквей — после Константинопольского и Александрийского.
С 17 декабря 2012 года — патриарх Иоанн X.